# Герб Каланчацького району
Герб Каланчацького району — офіційний символ Каланчацького району, затверджений рішенням сесії районної ради.

## Опис
Лазуровий щит з золотою нитяною облямівкою понижено перетятий зеленою вигнутою балкою, під якою вміщено три нитяні хвилясті срібні балки з срібним якорем посередині. У центрі верхньої частини поля три золоті колоски, над якими на тлі сонячного диска летить срібний лебідь; з боків від колосків справа червона, зліва золота квітки тюльпана. На золотій девізній стрічці напис "Каланчацький район".